# Horyń (wieś)
Horyń (ukr. Горинь) – wieś na Ukrainie, w obwodzie żytomierskim, w rejonie korosteńskim, w hromadzie Malin. W 2024 liczyła 126 mieszkańców, spośród których 125 wskazało jako ojczysty język ukraiński, a 1 rosyjski.